# 京都府道77号綾部インター線
京都府道77号綾部インター線（きょうとふどう77ごう あやべインターせん）は、京都府綾部市を通る府道（主要地方道）である。

## 概要
綾部市川糸町から綾部市有岡町に至る。
綾部市川糸町の市街地と舞鶴若狭自動車道 綾部ICを結ぶ路線である。起点で接続する京都府道8号福知山綾部線を介して国道27号とも連絡しており、災害時の緊急輸送道路として指定されている。

### 路線データ
京都府告示に基づく起終点および経過地は次のとおり。
- 起点：京都府綾部市川糸町（丁畠10番地：川糸町交差点、京都府道8号福知山綾部線交点）
- 終点：京都府綾部市有岡町（沖ノ田25番地の1：綾部IC交差点、舞鶴若狭自動車道 綾部IC、京都府道494号綾部大江線起点）
- 重要な経過地：なし
- 総延長：2.1400 km[4]

## 歴史
1991年（平成3年）3月に開設された舞鶴自動車道（現在の舞鶴若狭自動車道）綾部ICへの主要なアクセス道路として、道路法第56条の規定に基づいて1993年（平成5年）の第6次主要地方道指定時に主要地方道として指定された。

### 年表
- 1993年（平成5年）5月11日 - 建設省から、府道志賀郷綾部本町線の一部が綾部インター線として主要地方道に指定される[6]。
- 1994年（平成6年）4月1日 - 京都府が府道綾部インター線（綾部市川糸町 - 綾部市有岡町）を認定。路線番号を77号とする[2]。

母体となった志賀郷綾部本町線の残部は新設する京都府道494号綾部大江線の一部にし、京都府道166号志賀郷綾部本町線を廃止。

## 路線状況
全線で両側2車線に整備されている。

### 重複区間
- 京都府道74号舞鶴綾部福知山線・中丹広域農道（綾部市里町 - 綾部市有岡町・有岡交差点）

### 道路施設

#### 橋梁
- 白瀬橋（綾部市）

由良川をまたぐ延長320 mの橋。左岸で南側の綾部市街地と右岸で北側の吉美地区を結ぶ。

## 地理
綾部市街地東部から由良川の左岸河川敷近くを沿って北上し、沿線にはかつての蚕都綾部を代表する企業であるグンゼ綾部本社が立地する。白瀬橋で由良川を渡ると終点である綾部インターチェンジの位置する吉美地区に入る。同インターチェンジの北東に約2 kmの丘陵地には高速道路の建設とともに交通の利便性を活かした綾部工業団地が造成され、2011年（平成23年）現在は19の企業が操業している。

### 通過する自治体
- 綾部市

### 交差する道路
| 交差する道路                                                        | 交差する場所 | 交差する場所                 |
| ------------------------------------------------------------------- | ------------ | ---------------------------- |
| 京都府道8号福知山綾部線                                             | 川糸町       | 川糸町交差点 / 起点          |
| 京都府道74号舞鶴綾部福知山線 重複区間起点 中丹広域農道 重複区間起点 | 里町         |                              |
| 京都府道74号舞鶴綾部福知山線 重複区間終点 中丹広域農道 重複区間終点 | 有岡町       | 有岡交差点                   |
| E27 舞鶴若狭自動車道 京都府道494号綾部大江線                        | 有岡町       | 綾部IC交差点 / 終点 5 綾部IC |

### 交差する鉄道
- 舞鶴線

### 沿線
官公庁・公共施設
- 綾部市役所
- 京都府綾部総合庁舎
- 綾部市立病院
- 京都府中丹文化会館
- 綾部市資料館

教育
- 京都府立綾部高等学校 東分校
- 吉美保育園

企業
- グンゼ綾部本社

余暇・観光
- グンゼ博物苑
- グンゼ記念館
- あやべ彫刻回廊